# Adolf Bach
Adolf Lucian Philipp Bach (* 31. Januar 1890 in Ems; † 19. April 1972 in Bad Ems) war ein deutscher Germanist und wird als „Altmeister“ der deutschsprachigen Namenkunde betrachtet.

## Leben
Adolf Bach, Sohn eines Textilkaufmanns, legte 1909 in Darmstadt das Abitur ab. Er studierte Deutsche und Romanische Philologie in Kiel, an der Pariser Sorbonne und Oxford. Ende 1913 reichte Bach die Dissertationsschrift Die Mundarten im Gebiet der Lahn und ihrer Nachbarschaft bei Otto Behaghel an der Universität Gießen ein und bestand im Februar 1914 das Rigorosum. Aufgrund des Ersten Weltkrieges kam es nicht mehr zur Drucklegung, sodass Bach erst im Februar 1921 das Doktordiplom erhielt, weil er ein Kapitel erweitert und als Aufsatz (Die Schärfung in der Moselfränkischen Mundart von Arzbach) veröffentlicht hatte. In dieser Zeit nahm er auch Kontakt mit Ferdinand Wrede im benachbarten Marburg auf, der dort am Deutschen Sprachatlas arbeitete.
Nach seinem Studium arbeitete Bach von 1921 an als Lehrer, von 1924 parallel als Dozent an der TH Darmstadt, 1927 als Studienrat in Rinteln, und wirkte als Geschäftsführer für den Verein für Nassauische Altertumskunde und Geschichtsforschung und als Schriftleiter der Nassauischen Annalen. 1924 wurde er an der TH Darmstadt bei Arnold Berger habilitiert und 1927 an die Pädagogische Akademie (ab Mai 1933: Hochschule für Lehrerbildung) in Bonn berufen. Ab 1927 war er zugleich Privatdozent an der Universität Bonn, ab 1931 außerordentlicher Professor. Er leitete dort seit 1927 die Abteilung für Mundartforschung und Volkskunde am Institut für geschichtliche Landeskunde der Rheinlande.
Bach trat zum 1. Mai 1933 in die NSDAP ein (Mitgliedsnummer 3.144.737) und gehörte später ebenfalls dem NS-Dozentenbund an. Am 11. November 1933 gehörte er zu den Aufrufern für das Bekenntnis der Professoren an den deutschen Universitäten und Hochschulen zu Adolf Hitler und dem nationalsozialistischen Staat. Allerdings stufte ihn die SS eher negativ ein: „Gesamtbeurteilung: Bach wird charakterlich negativ, weltanschaulich als undurchsichtig beurteilt. (…) Alles in allem gehört er nicht zu den positiven Germanisten und Volkskundlern.“ 1941 erhielt er nach der Annexion des Elsass einen Lehrstuhl an der Reichsuniversität Straßburg.
Als Professor in Bonn und Straßburg wie auch später nach dem Verlust des Straßburger Lehrstuhls publizierte er zahlreiche Abhandlungen und Monographien zur deutschen Literatur- und Sprachwissenschaft, zur Mundartforschung, Volkskunde und insbesondere zur Namenkunde und Ortsnamenforschung, darunter einige wissenschaftliche Standardwerke der 1950er und 1960er Jahre. Von 1954 bis 1967 hatte er trotz eines Augenleidens einen Lehrauftrag an der Universität Bonn.
Seine Schrift Deutsche Volkskunde (Hirzel, Leipzig 1937) wurde in der Sowjetischen Besatzungszone auf die Liste der auszusondernden Literatur gesetzt. 1960 wurde er Ehrenbürger von Bad Ems. 1971 erhielt er das Große Bundesverdienstkreuz mit Stern.
Bach war Mitglied der Akademien der Wissenschaften zu Gent, Uppsala und Helsinki. Die Katholische Universität Löwen verlieh ihm die Ehrendoktorwürde.
Er war seit 1921 verheiratet mit Lili geb. Pfeiffer (* 4. Februar 1892 in Wiesbaden; † 19. November 1987 in Bad Ems), einer Tochter des Wiesbadener Arztes August Pfeiffer. Lilli Pfeiffer hatte als Bibliothekarin seit dem Jahr 1911 an der Nassauischen Landesbibliothek in Wiesbaden gearbeitet und war Mitglied des Vereins für Nassauische Altertumskunde und Geschichtsforschung geworden. An der Redaktion von dessen Zeitschrift Nassauische Annalen wirkte sie jahrzehntelang mit. 1986 ernannte der Verein sie zum Ehrenmitglied. Später unterstützte Lili Bach ihren Mann bei dessen wissenschaftlichen Publikationen.

## BachsNamenkunde: Inhalt und Einfluss
Bachs Namenkunde, zwischen 1943 und 1956 veröffentlicht, ist ein Standardwerk der deutschsprachigen Onomastik. Viele der hier zusammengefassten Befunde und Thesen prägten die Forschung auf Jahrzehnte, vereinzelt bis heute.
Das gilt vor allem für Band 1 zu Personennamen. Bach unterscheidet hier für den gesamten Untersuchungszeitraum (von ca. 700 vor Christus bis in seine Gegenwart) jeweils zwischen „deutschen“ und „fremden“ Namen oder Umgangsweisen mit Namen, mit klarer Abwertung Letzterer. Die Verbreitung christlicher, sprachlich nicht germanischer Rufnamen im Mittelalter beschreibt er z. B. als Verlust, „Bedrohung“, „Verarmung“ und „Durchsetzung“ des „Schatzes“ der älteren Rufnamen (§ 285), die unter Humanisten üblichen Latinisierungen und Gräcisierungen von Namen nennt er „Torheit“ (§ 374). Die Nutzung sprachlich germanischer Namen durch Juden beschreibt er als „Verschleierung der völkischen Herkunft“ (§ 515), in der ersten Auflage auch als „Deckname“.  Das Aufkommen von Familiennamen führt Bach auf ausländische Einflüsse, auf die „Verarmung des alten deutschen Rufnamen-Schatzes“ und auf verwaltungspraktische Notwendigkeiten zurück (§ 344).
Die Ausbreitung bestimmter Namen oder Umgangsweisen mit Namen versteht Bach mit Hans Naumann als „gesunkenes Kulturgut“ (§§ 459–460); häufig spricht er dabei von „Mode“ (z. B. § 344). Nach diesem Modell wurden Innovationen wie z. B. bisher ungebräuchliche Rufnamen oder die Zweinamigkeit von Ruf- und Familienname zunächst von Eliten entwickelt und verbreiten sich dann von oben nach unten innerhalb der übrigen Gesellschaft.

## Schriften (Auswahl)

### Mundart-, Volks- und Namenkunde
- Deutsche Mundartforschung, ihre Wege, Ergebnisse und Aufgaben. Eine Einführung. 1934. 1950
- Deutsche Volkskunde. Ihre Wege, Ergebnisse und Aufgaben. Eine Einführung. 1937. 3. Aufl. 1960
- Geschichte der deutschen Sprache. 1938. 9. Aufl. 1970
- Deutsche Namenkunde. Heidelberg 1943–1956; 2. Auflage ebenda 1953–1954; 3. Auflage 1978–1981
  - Band 1: Die deutschen Personennamen. 1943 (doi:10.1515/9783111336183); die erweiterte 2. Auflage erschien in 2 Teilbänden:
    - Teil 1: Einleitung. Zur Laut- und Formenlehre, Wortfügung, -bildung und -bedeutung der deutschen Personennamen. 1952
    - Teil 2: Die deutschen Personennamen in geschichtlicher, geographischer, soziologischer und psychologischer Betrachtung. 1953

  - Band 2: Die deutschen Ortsnamen. 2 Teilbände:
    - Teil 1: Einleitung. Zur Laut- und Formenlehre, zur Satzfügung, Wortbildung und -bedeutung der deutschen Ortsnamen. 1953
    - Teil 2: Die deutschen Ortsnamen in geschichtlicher, geographischer, soziologischer und psychologischer Betrachtung. Ortsnamenforschung im Dienste anderer Wissenschaften. 1954

  - Registerband. Bearbeitet von Dieter Berger. Heidelberg 1956; Neudruck ebenda 1974.
- Germanistisch-historische Studien. Gesammelte Abhandlungen. Zum goldenen Doktorjubiläum am 27. Februar 1964. Herausgegeben von Heinrich Matthias Heinrichs und Rudolf Schützeichel. Röhrscheid, Bonn 1964.
- Die Schärfung in der Moselfränkischen Mundart von Arzbach (Unterwesterwaldkreis). In: Beiträge zur Geschichte der Deutschen Sprache und Literatur. Band 45, 1921, S. 266–290.

### Landeskunde
- Die Werke des Verfassers der Schlacht bei Göllheim (Meister Zillies von Seine?), Bonn 1930 (= Rheinisches Archiv, Bd. 11)
- Kulturströmungen in Nassau, erörtert am Bilde der Nassauischen Sprachlandschaft. In: Nassauische Annalen 63, 1952, S. 192
- Der Name Eltville. In: Nassauische Annalen 65, 1954, S. 234
- Aus Goethes Rheinischem Lebensraum. Menschen und Begebenheiten. Gesammelte Untersuchungen und Berichte. Mit 100 Abb. und 10 farbigen Bildtafeln. Verlag Gesellschaft für Buchdruckerei AG Neuss 1968

### Autobiografisches
- In süssen Freuden ging die Zeit. Ein Buch von Jugend und Heimat. Quelle & Meyer Heidelberg 1958